# Вірменська мова
Вірменська мова (вірм. Հայերեն, трансліт. Гаєре́н) належить до сім'ї індоєвропейських мов, серед яких є однією зі старописемних, і становить особливу групу.
Загальне число носіїв мови всього світу — близько 9 млн.
Історія літературної вірменської мови ділиться на три періоди: стародавній, середній і новий:
- Стародавній — з V до XI ст. Мова цього періоду має назву давньовірменської, а мова письмових пам'ятників — Грабар.
- Мова середнього періоду (XI—XVII ст.) має назву середньовірменської.
- Новий період (з XVII ст.) характеризується формуванням сучасної вірменської мови, яка вже з кінця XIX ст. набуває особливостей нововірменської літературної мови; вона представлена східним та західним варіантами, що розпадаються на безліч діалектів. Населення Республіки Вірменія користується східним варіантом вірменської мови (ашхарабар).

## Писемність
Для вірменської мови, як і для грузинської характерна особлива писемність, яка базується ані на кирилиці, ані на латиниці.
| Ա ա | Բբ  | Գգ  | Դ դ | Եե  | Զ զ | Էէ | Ըը       |
| Թթ  | Ժ ժ | Իի  | Լլ  | Խ խ | Ծծ  | Կկ | Հհ       |
| Ձձ  | Ղ ղ | Ճ ճ | Մմ  | Յյ  | Նն  | Շշ | Ոո       |
| Չչ  | Պպ  | Ջջ  | Ռռ  | Սս  | Վվ  | Տտ | Րր       |
| Ցց  | Ււ  | Փփ  | Քք  | Օօ  | Ֆֆ  | և  | ՈՒ Ու ու |

### Значення літер
| Вірменські літери | IPA     | Примітки                               |
| ----------------- | ------- | -------------------------------------- |
| Ա ա               | /a/     | Українське «А»                         |
| Բբ                | /b/     | Українське «Б»                         |
| Գգ                | /g/     | Українське «Ґ»                         |
| Դ դ               | /d/     | Українське «Д»                         |
| Եե                | /e/     | На початку слова «є» Українське «Е,Є»  |
| Զ զ               | /z/     | Українське «З»                         |
| Էէ                | /ē, ê/  | Українське «Е»                         |
| Ըը                | /ә, ë/  | Українське «И»(Е)                      |
| Թթ                | /t'/    | Українське «Т»                         |
| Ժ ժ               | /ž/     | Українське «Ж»                         |
| Իի                | /i/     | Українське «І»                         |
| Լլ                | /l/     | Українське «Л»                         |
| Խ խ               | /x/     | Українське «Х»                         |
| Ծծ                | /c, ç/  | Українське «Ц»                         |
| Կկ                | /k/     | Українське «К»                         |
| Հհ                | /h/     | Українське «Г»                         |
| Ձձ                | /j/     | Українське «Дз»                        |
| Ղ ղ               | /ł, ġ/  | Українське «Г»                         |
| Ճ ճ               | /č, č̣/  | Українське «Ч»                         |
| Մմ                | /m/     | Українське «М»                         |
| Յյ                | /y/     | Українське «Й»                         |
| Նն                | /n/     | Українське «Н»                         |
| Շշ                | /š/     | Українське «Ш»                         |
| Ոո                | /o/     | Українське «О» (На початку слова «во») |
| Չչ                | /č‘, č/ | Українське «Ч»                         |
| Պպ                | /p/     | Українське «П»                         |
| Ջջ                | /ǰ/     | Українське «Дж»                        |
| Ռռ                | /r̄, ṙ/  | Українське «Р»                         |
| Սս                | /s/     | Українське «С»                         |
| Վվ                | /v/     | Українське «В»                         |
| Տտ                | /t/     | Українське «Т»                         |
| Րր                | /r/     | Українське «Р»                         |
| Ցց                | /c‘/    | Українське «Ц»                         |
| Ււ                | /w/     | Українське «В»                         |
| Փփ                | /p‘/    | Українське «П»                         |
| Քք                | /k‘/    | Українське «К»                         |
| Օօ                | /ô, ó/  | Українське «О»                         |
| Ֆֆ                | /f/     | Українське «Ф»                         |
| և                 | /ew/    | «Ев» (На початку слова «Єв»)           |
| ՈՒ Ու ու          | /u, ow/ | Українське «У»                         |

## Граматичні особливості вірменської мови
У вірменській мові існує 6 голосних і 30 приголосних фонем. Іменник має 2 числа. У деяких діалектах залишково збереглися сліди двоїни. Граматичний рід зник. Існує постпозитивний означений артикль. Розрізняють 7 відмінків і 8 типів відмін. Дієслово у сучасній вірменській мові має категорії стану, виду, особи, числа, способу, часу. Поширені аналітичні конструкції дієслівних форм. Морфологія вірменської мови переважно аглютинативна, з елементами аналітизму.
Вірменський алфавіт створений Месропом Маштоцом у 405—406 роках (див. Вірменська писемність).

## Історія розвитку

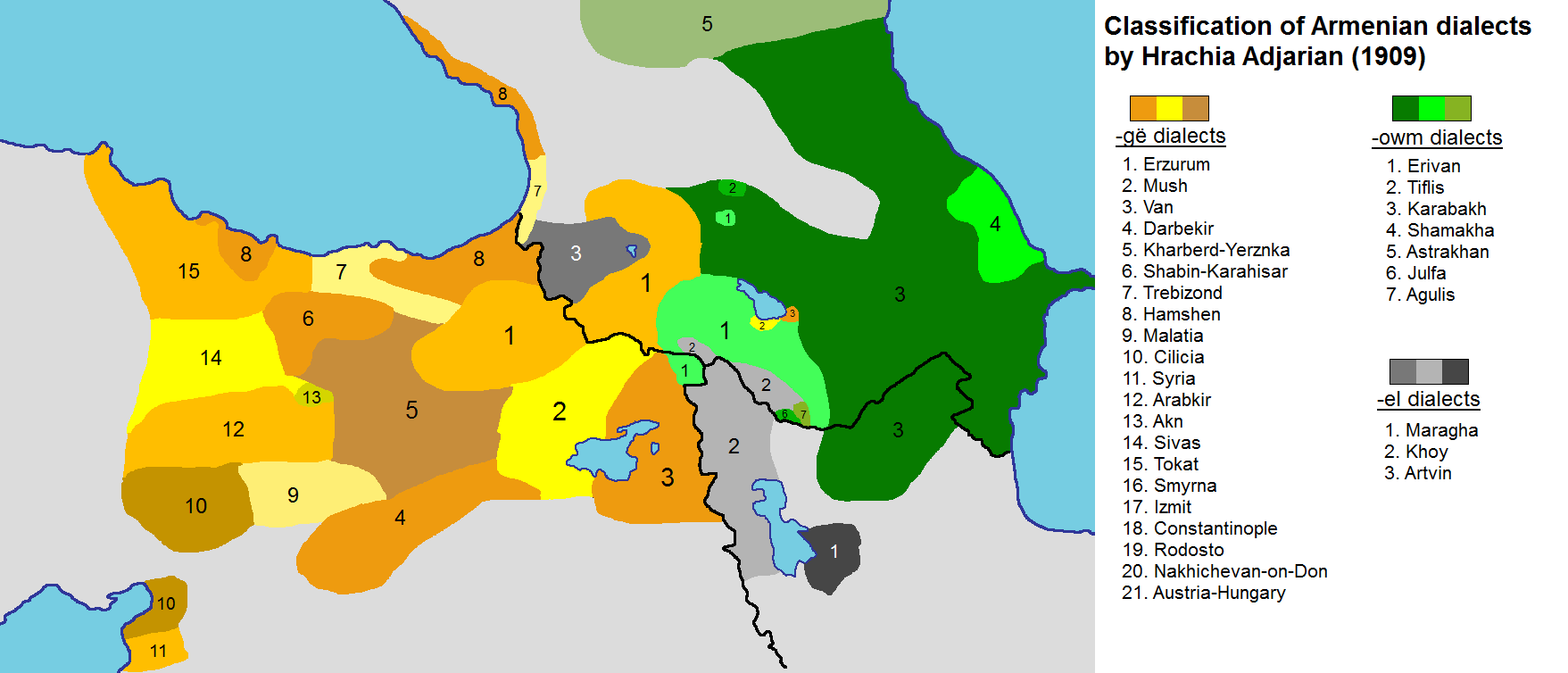
Вірменські діалекти на початку XX століття:
-owm діалекти, що зараз відносять до Східновірменської мови
-el dialects (проміжні)
-gë діалекти, що зараз відносять до Західновірменської мови

Формування вірменської мови відповідало процесу утворення вірменської народності. Якнайдавнішим ядром вірмен було населення північно-східної частини Малої Азії. Ця країна у хетських (XVII—XVI ст. до н. е.) написах називалася Арматана, а пізніше (XIV—XIII ст. до н. е.) Хайаса (Hayassa, самоназва вірмен — hay). Звідти предки вірмен, відомі під назвою урумійців, в XII ст. до н. е. вдерлися в межі ассирійської провінції Шупріа (на південний захід від оз. Ван). Відтоді Шупріа в ассирійців називалася також Урме. У середині VIII ст. до н. е. вона була приєднана до держави Урарту під назвою Урме, або Арме. Населення цих областей (Хайаса і Арме) говорило індоєвропейською правірменською мовою (згідно з грецькими джерелами — діалекті фригійської мови), яка поступово стала мовою великих племінних об'єднань західної частини Вірменського нагір'я, до складу яких влилися і місцеві хуррито-урартські аборигенні племена.
Вірменська мова почала утворюватися, ймовірно, вже в VII ст. до н. е., причому індоєвропейські її елементи нашарувалися на чужій їй споконвіку мові стародавнього населення Вірменії — урартійців (халдів, алародійців), що збереглася в так званому Ванському клинописі. Більшість вчених (ср. проф. Пауль Кречмер, «Einleitung in die Geschichte d. Griechischen Sprache», 1896) вважають, що це нашарування з'явилося в результаті вторгнення (XII—XI ст. до. н. е.) в іншомовну область Вірменії народності, що представляла групу, що відкололася від фракійсько-фригійської гілки індоєвропейських мов. Відділення майбутньої «вірменської» групи було викликане вторгненням (у другій половині VIII ст. до н. е.) кімерійців до меж території, що займали фригійською народністю. Дана теорія ґрунтується на переданій Геродотом (кн. VII, гл. 73) звістці, що «вірмени є колонією фригійців».

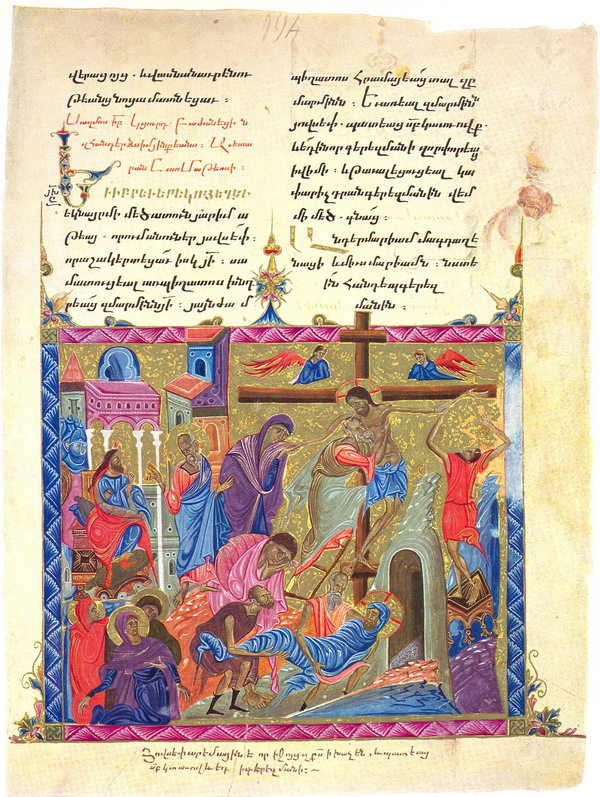
Рукопис, 1286 рік.

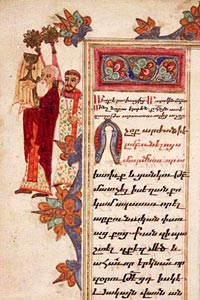
Рукопис, 989 рік.

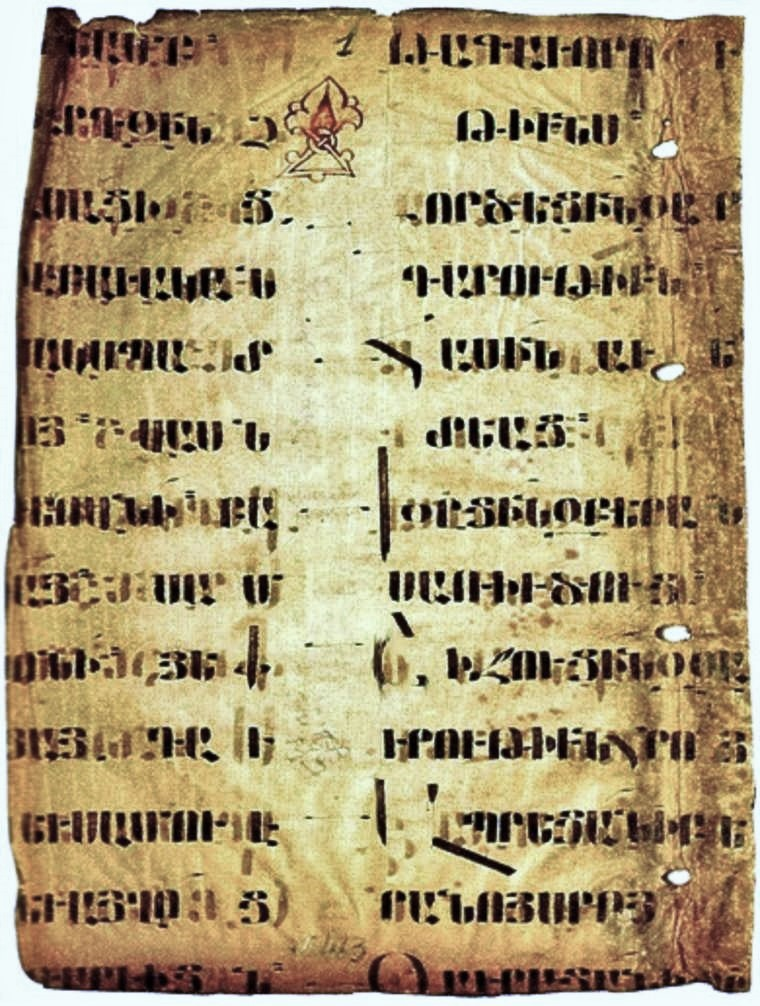
Вірменський манускрипт. V—VI ст.

У багістанському написі Дарія I, сина Гістаспа (VI століття до н. е.), вже згадуються і вірмени, і Вірменія як одна з областей, що входили в склад
давньоперсидської монархії Ахеменідів. Утворення вірменської мови відбувалося шляхом асиміляції, якою піддалися мови старого населення майбутньої Вірменії. Крім урартійців (халдов, алародійців), вірмени при своєму послідовному просуванні в східному і північно-східному напрямі, поза сумнівом, асимілювали і цілий ряд інших народностей. Цей процес відбувався поступово протягом декількох століть. Хоча Страбон (кн. XI, гл. 14) і передає, що в його час народності, що входили до складу Вірменії, говорили однією мовою («були одномовні»), проте треба думати, що місцями, особливо на периферії, продовжувала доживати тубільна мова. У результаті мовного змішування індоєвропейський характер вірменської мови піддався значній видозміні як у граматиці, так і в лексиці. Формування вірменської мови в основному закінчилася в III—II ст. до. н. е.

Про долю вірменської мови до V століття н. е. немає ніяких свідоцтв, за винятком небагатьох окремих слів (головним чином власних імен), що дійшли в працях стародавніх класиків. Таким чином відсутня можливість прослідкувати історію розвитку вірменської мови протягом тисячоліття (з кінця VII століття до н. е. і до початку V століття н. е.). Мова клиноподібних написів царів Урарту (Ванського царства), на зміну якому з'явилася вірменська державність, генетично нічого спільного з вірменською мовою не має. Давньовірменська мова відома за письмовими пам'ятниками першої половину V ст. н. е., коли Месропом Маштоцем був складений (405—406 рр. н. е.) для вірменської мови новий алфавіт. Ця давньовірменська літературна мова (так званий «грабар», тобто «письмовий») є в граматичному і лексичному відношенні вже цілісною, маючи своєю основою один із давньовірменських діалектів, що піднявся на ступінь літературної мови; мабуть, цим діалектом був діалект стародавньої Таронської області, що зіграла вельми значну роль в історії давньовірменської культури (див. Л. Мсеріанц, «Етюди з вірменської діалектології», ч. I, М., 1897, стор. XII і наступні). Про інші давньовірменські діалекти майже нічого невідомо.
Давньовірменська літературна мова («грабар») отримала свою обробку головним чином завдяки вірменському духівництву. Тоді як «грабар», отримавши певний граматичний канон, був утриманий на відомій стадії свого розвитку, жива, народна вірменська мова продовжувала вільно розвиватися. У певний час вона вступає в нову фазу своєї еволюції, яку заведено називати середньовірменською.
Середньовірменський період виразно виявляється в пам'ятниках писемності, починаючи лише з XII ст. Середньовірменська мова більшою частиною служила органом творів, розрахованих на ширший круг читачів (поезія, твори юридичного, медичного і сільськогосподарського змісту). У кілікійський період вірменської історії (XI—XIV ст.), у зв'язку з посиленням міського життя, розвитком торгівлі зі Сходом і Заходом, стосунками з європейськими державами, європеїзацією державного ладу і життя — народна мова стає органом писемності, майже рівноправною з класичною давньовірменською.
Подальший ступінь в історії еволюції вірменського представляє нововірменська, що розвинулась з середньовірменської. Права в літературі вона отримує лише в першій половині XIX ст. Розрізняють дві нововірменські літературні мови — одна «західна» (турецька Вірменія та її колонії в Західній Європі), інший «східний» (Вірменія та її колонії в Росії тощо). Середньо- і нововірменська значно відрізняються від давньовірменської як у граматичному, так і словниковому відношенні. У морфології з'являється немало новоутворень (наприклад в утворенні множини імен, форм пасивного стану тощо), а також спрощення формального складу взагалі. Синтаксис, своєю чергою, має багато своєрідних рис.
Друкарство вірменською мовою виникло на початку XVI століття, завдяки діяльності Акопа Мегапарта.
Десятки пам'ятників античної літератури та писемності дійшли до нас тільки у вірменському перекладі: Зенона, Євсевія Кесарійського, Арістіда, Філона Александрійського, Івана Золотоустого та багато інших, а переклади Арістотеля й Платона вірменською мовою вважаються найбільш близькими до оригіналу.

## Історія вивчення

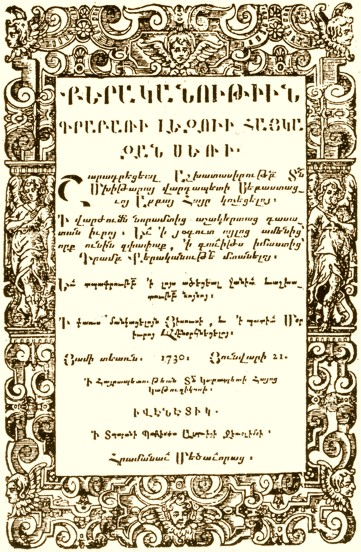
Граматики вірменської мови М. Себастаци, Венеція 1730 р.

Першим дослідником вірменської мови вважається Месроп Маштоц (361—440), що створив у 405—406 роках вірменський алфавіт. Наприкінці V — на початку VI століття вірменською мовою було перекладено «Граматичне мистецтво» Діонісія Фракійського (II—I ст. до н. е.), що стало початком нового етапу вивчення вірменської мови. Ця праця стала основою робіт вчених-мовознавців ранньосередньовічної та середньовічної Вірменії — Мамбре (V ст.), Давида Тлумача (V—VI ст.), Мовсеса (VII ст.), Степаноса Сюнеци (VII—VIII), Амама Аревелци (IX ст.), Грігора Магістроса (X—XI ст.) та інших. Після втрати незалежності вчені і церковні діячі Вірменії продовжували створювати словники та інші цінні праці, присвячені вірменській мові, її граматиці. Серед них найвідомішими стали праці Ованеса Ерзнкаци (XIII ст.) (праця «Збори граматичних тлумачень» закінчена у 1291 році), Єсаї Нчеці (XIII—XIV ст.) Грігора Татеваци, Аракела Сюнеци (XIV—XV ст.). У 1567 році Абгар Токатеци видав азбуку вірменської мови «Маленька граматика або азбука» («Փոքր  քերականություն  կամ  այբբենարան»).
Європейські вчені почали виявляти цікавість до вірменської мови ще в середині XVI століття, проте вивчення вірменської мови в Європі бере початок з першої половини XVII століття. Франческо Рівола у 1621 році видав перший друкарський словник вірменської мови — «Вірмено-латинський словник» («Dictionarium armeno-latinum») (рукописні словники існували вже в IX—XV ст., найвідоміший із них орфографічний словник Арістакеса Гріча (XII століття)). У 1624 році він же видав «Вірменську граматику» (друге видання вийшло в 1633 році за дорученням кардинала Рішельє). У 1645 році Клемес Галанос видав «Граматику і логіку», також присвячену вірменській мові. У XVII — на початку XVIII ст. у різних країнах Європи учені-мовознавці Воскан Ереванци («Книга граматики», 1666), Ованес Олов («Вірменська граматика», лат. 1674), Сімеон Джугаеци («Книга звана граматикою», 1637), Іоганн Шредер, Мхитар Себастаци, Багдасар Дпір («Коротка граматика», 1736) написали цінні праці присвячені вірменській мові. Особливу цінність представляють праці «Граматики давньовірменської мови» (1730, друге видання в 1770) і «Словник вірменської мови» (т. 1—2, 1749—1769) Мхитара Себастаци, і так само «Скарб вірменської мови» (1711, Амстердам) німецького орієнталіста-вірменознавця І. Шредера.

## Друкарство і періодичні видання

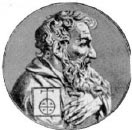
Акоп Мегапарт

Перше видання вірменською мовою здійснив Іоган Шильдбергер у Майнці 1475 року латинським шрифтом (молитва «Отче наш»). 1486 року Брайнденбах видав вірменський текст ксилографічним друком. Початок вірменського книгодрукування відносять до 1512 року, коли у Венеції Акоп Мегапарт видав книгу «Урбатагирк» («Ուրբաթագիրք»). Протягом 1666—1668 років у вірменській друкарні Амстердама було вперше видано Біблію вірменською з ілюстраціями Альбрехта Дюрера. 1675 року була видана перша друкарська книга нововірменською «ашхарабаре». Близько 1696 року в Амстердамі була надрукована перша географічна карта вірменською. Перші вірменські друкарні були засновані 1512 року в Венеції і 1567 року в Константинополі, потім відкрилися вірменські друкарні у Римі (1584), Парижі (1633), Лейпцигу (1680) тощо. У цілому до 1920 р. у всьому світі різночасно діяло більше 460 друкарень, що друкували книги, журнали і газети вірменською.
Перший вірменський журнал «Аздарар» («Ազդարար» — «Вісник») вийшов в 1794 в Мадрасі (Індія), з 1799-го у Венеції видавався журнал «Тарегрутюн». Перша вірменська газета-тижневик «Аревелян цануцмунк» («Східні вісті») вийшла у 1815 році в Астрахані.